# 4755 Nicky
4755 Nicky (1931 TE4) là một tiểu hành tinh vành đai chính được phát hiện ngày 6 tháng 10 năm 1931 bởi C. W. Tombaugh ở Flagstaff.